# Dominik Paris
Dominik Paris (Merano, 14 aprile 1989) è uno sciatore alpino italiano, campione del mondo nel supergigante a Åre 2019 e vincitore di una Coppa del Mondo nella stessa specialità.

## Biografia

### Stagioni 2007-2011
Nato a Merano ma originario di Ultimo, specialista delle gare veloci, ha esordito in Coppa Europa nel febbraio 2007, conquistando a partire dalla stagione successiva i primi buoni piazzamenti e la prima vittoria nel circuito continentale. Il 19 dicembre 2008 ha esordito in Coppa del Mondo partecipando al supergigante della Val Gardena, chiuso col 54º posto. Nel marzo successivo ha ottenuto i primi importanti risultati della carriera. Ai Mondiali juniores di Garmisch-Partenkirchen è infatti riuscito a vincere tre medaglie: l'argento in discesa libera (alle spalle del connazionale Andy Plank), il bronzo nel supergigante e l'argento nella speciale classifica di combinata, ottenuta sommando i tempi di discesa, slalom speciale e slalom gigante.
Il 4 dicembre 2009 ha conquistato i primi punti in Coppa del Mondo, con il 26º posto nella supercombinata di Beaver Creek; il 21 febbraio seguente è giunto 13º, dopo aver ottenuto il secondo tempo nella manche di discesa, nella supercombinata ai XXI Giochi olimpici invernali di Vancouver 2010. Il 29 gennaio 2011, nella discesa libera disputata a Chamonix, ha ottenuto il primo podio in Coppa del Mondo, giungendo secondo alle spalle dell'elvetico Didier Cuche. Nella stessa stagione ha esordito ai Campionati mondiali, classificandosi 20º nella discesa libera e non concludendo la supercombinata della rassegna iridata di Garmisch-Partenkirchen.

### Stagioni 2012-2018
Il 29 dicembre 2012 ha ottenuto sulla pista Stelvio a Bormio la prima vittoria nel circuito di Coppa del Mondo, a pari merito con Hannes Reichelt, e il 26 gennaio 2013 ha vinto sulla Streif di Kitzbühel, diventando così il secondo italiano, dopo Kristian Ghedina, a trionfare sulla prestigiosa pista austriaca. Il 9 febbraio 2013 ha vinto la medaglia d'argento in discesa libera ai Mondiali di Schaldming 2013, alle spalle di Aksel Lund Svindal, ed è stato 9º nella supercombinata. A fine stagione è risultato 14º nella classifica generale e 3º in quella di discesa libera. L'anno, dopo, ai XXII Giochi olimpici invernali di Soči 2014, si è classificato 11º nella discesa libera, 16º nel supergigante e 18º nella supercombinata.
Nella stagione successiva in Coppa del Mondo ha iniziato a imporsi anche in supergigante, con il primo podio a Lake Louise il 30 novembre (3º) e la prima vittoria a Kitzbühel il 23 gennaio; ai Mondiali di Vail/Beaver Creek 2015 è stato 23º nella discesa libera, 14º nel supergigante e 10º nella combinata e a fine stagione è risultato 2º nella classifica della Coppa del Mondo di supergigante, a 203 punti dal vincitore Kjetil Jansrud, mentre nella successiva stagione 2015-2016 è stato 6º nella classifica generale e 3º nella classifica della Coppa del Mondo di discesa libera, vinta dal connazionale Peter Fill. Il 21 gennaio 2017 ha nuovamente vinto la discesa libera di Kitzbühel, divenendo il primo italiano capace di bissare la vittoria in tale gara; ai Mondiali di Sankt Moritz 2017 si è classificato 13º nella discesa libera, 9º nel supergigante e 4º nella combinata. Nella stagione 2017-2018 ha vinto per la seconda volta la discesa libera di Bormio (28 dicembre) e ha preso parte ai XXIII Giochi olimpici invernali di Pyeongchang 2018, dove si è classificato 4º nella discesa libera, 7º nel supergigante e non ha completato la combinata.

### Stagioni 2019-2020
Nella stagione 2018-2019 ha vinto per la terza volta la discesa libera di Bormio, il 28 dicembre (eguagliando così il primato di Michael Walchhofer), e il giorno dopo ha vinto anche il supergigante disputato nella medesima località, divenendo l'unico atleta ad aver vinto sulla pista Stelvio in entrambe le discipline veloci nella stessa stagione; il 25 gennaio successivo ha vinto per la terza volta la discesa libera di Kitzbühel. Ai Mondiali di Åre 2019 ha vinto la medaglia d'oro nel supergigante, precedendo di nove centesimi Vincent Kriechmayr e Johan Clarey classificatisi al secondo posto ex aequo, ed è stato 6º nella discesa libera e 9º nella combinata. Con la vittoria del 3 marzo successivo, in supergigante sulla pista di Lillehammer Kvitfjell, ha superato Kristian Ghedina per numero di vittorie in Coppa del Mondo, diventando così il terzo sciatore italiano per numero di vittorie. A fine stagione è risultato vincitore della Coppa del Mondo di supergigante e 2º nella classifica della Coppa del Mondo di discesa libera, a 20 punti dal vincitore Beat Feuz.
Il 27 e 28 dicembre 2019 Paris ha nuovamente vinto in discesa libera sulla pista Stelvio di Bormio, ottenendo così cinque vittorie consecutive sulla stessa pista (quattro discese libere e un supergigante) e divenendo il primo sciatore a riuscire in una simile impresa. Nel gennaio seguente durante un allenamento in seguito ad una caduta si è rotto il legamento crociato anteriore del ginocchio destro, oltre a subire una microfrattura della testa del perone.

### Stagioni 2021-2025
Tornato alle gare nella stagione seguente, ai Mondiali di Cortina d'Ampezzo 2021 si è classificato 4º nella discesa libera e 5º nel supergigante; in quella stagione 2020-2021 in Coppa del Mondo è stato 3º nella classifica di discesa libera e ha conquistato 2 podi, con la vittoria nella classica discesa libera della Kandahar di Garmisch-Partenkirchen il 5 febbraio.
Nella stagione 2021-2022, il 28 dicembre, si è imposto per la sesta volta nella discesa libera di Bormio, stabilendo il record di vittorie sulla stessa pista (fino a quel momento aveva condiviso il primato con Cuche, con 5 vittorie sulla sua Streif di Kitzbuhel). Ai XXIV Giochi olimpici invernali di Pechino 2022 si è classificato 6º nella discesa libera e 21º nel supergigante e ai Mondiali di Courchevel/Méribel 2023 si è classificato 8º nella discesa libera e non ha completato il supergigante e la combinata. Nella stagione 2023-2024 ha vinto la classica discesa libera della Saslong in Val Gardena (16 dicembre) e si è piazzato 3º nella Coppa del Mondo discesa libera; ai Mondiali di Saalbach-Hinterglemm 2025 si è piazzato 4º nella discesa libera e 7º nel supergigante. 

## Palmarès

### Mondiali
- 2 medaglie:
  - 1 oro (supergigante a Åre 2019)
  - 1 argento (discesa libera a Schladming 2013)

### Mondiali juniores
- 3 medaglie:
  - 2 argenti (discesa libera, combinata a Garmisch-Partenkirchen 2009)
  - 1 bronzo (supergigante a Garmisch-Partenkirchen 2009)

### Coppa del Mondo
- Miglior piazzamento in classifica generale: 4º nel 2019
- Vincitore della Coppa del Mondo di supergigante nel 2019
- 50 podi:
  - 24 vittorie
  - 11 secondi posti
  - 15 terzi posti

#### Coppa del Mondo - vittorie
| Data             | Località               | Paese       | Specialità |
| ---------------- | ---------------------- | ----------- | ---------- |
| 29 dicembre 2012 | Bormio                 | Italia      | DH         |
| 26 gennaio 2013  | Kitzbühel              | Austria     | DH         |
| 30 novembre 2013 | Lake Louise            | Canada      | DH         |
| 23 gennaio 2015  | Kitzbühel              | Austria     | SG         |
| 20 febbraio 2016 | Chamonix               | Francia     | DH         |
| 12 marzo 2016    | Kvitfjell              | Norvegia    | DH         |
| 21 gennaio 2017  | Kitzbühel              | Austria     | DH         |
| 15 marzo 2017    | Aspen                  | Stati Uniti | DH         |
| 28 dicembre 2017 | Bormio                 | Italia      | DH         |
| 28 dicembre 2018 | Bormio                 | Italia      | DH         |
| 29 dicembre 2018 | Bormio                 | Italia      | SG         |
| 25 gennaio 2019  | Kitzbühel              | Austria     | DH         |
| 2 marzo 2019     | Kvitfjell              | Norvegia    | DH         |
| 3 marzo 2019     | Kvitfjell              | Norvegia    | SG         |
| 13 marzo 2019    | Soldeu                 | Andorra     | DH         |
| 14 marzo 2019    | Soldeu                 | Andorra     | SG         |
| 27 dicembre 2019 | Bormio                 | Italia      | DH         |
| 28 dicembre 2019 | Bormio                 | Italia      | DH         |
| 5 febbraio 2021  | Garmisch-Partenkirchen | Germania    | DH         |
| 28 dicembre 2021 | Bormio                 | Italia      | DH         |
| 5 marzo 2022     | Kvitfjell              | Norvegia    | DH         |
| 16 dicembre 2023 | Val Gardena            | Italia      | DH         |
| 7 marzo 2025     | Kvitfjell              | Norvegia    | DH         |
| 9 marzo 2025     | Kvitfjell              | Norvegia    | SG         |

Legenda:

DH = discesa libera

SG = supergigante

### Coppa Europa
- Miglior piazzamento in classifica generale: 20º nel 2009
- 3 podi:
  - 1 vittoria
  - 2 terzi posti

#### Coppa Europa - vittorie
| Data             | Località    | Paese  | Specialità |
| ---------------- | ----------- | ------ | ---------- |
| 12 febbraio 2008 | Sella Nevea | Italia | SG         |

Legenda:

SG = supergigante

### Campionati italiani
- 12 medaglie[9]:
  - 6 ori (supergigante nel 2009; supergigante nel 2013; supergigante nel 2017; discesa libera nel 2021; discesa libera nel 2022; discesa libera nel 2024)
  - 1 argento (supergigante nel 2019)
  - 5 bronzi (discesa libera nel 2011; discesa libera, supergigante nel 2012; discesa libera nel 2017; discesa libera nel 2025)

## Statistiche
Con 24 vittorie all'attivo in Coppa del Mondo, è il secondo sciatore italiano più vincente di sempre in campo maschile, al pari di Gustav Thöni e dietro ad Alberto Tomba. Grazie alle sei vittorie ottenute in discesa libera sulla pista Stelvio di Bormio, è il discesista più vincente della storia su uno stesso tracciato. Con la vittoria ottenuta nella discesa libera di Kvitfjell del 7 marzo 2025 è divenuto, a pari merito con Peter Müller, il secondo atleta più vincente nella disciplina in Coppa del Mondo con 19 successi, dietro a Franz Klammer.

### Podi in Coppa del Mondo
| Stagione/Specialità | Discesa libera | Discesa libera | Discesa libera | Supergigante | Supergigante | Supergigante | Combinata | Combinata | Combinata | Podi totali |
| ------------------- | -------------- | -------------- | -------------- | ------------ | ------------ | ------------ | --------- | --------- | --------- | ----------- |
| Stagione/Specialità | 1º             | 2º             | 3º             | 1º           | 2º           | 3º           | 1º        | 2º        | 3º        | Podi totali |
| 2009                |                |                |                |              |              |              |           |           |           | 0           |
| 2010                |                |                |                |              |              |              |           |           |           | 0           |
| 2011                |                | 1              |                |              |              |              |           |           |           | 1           |
| 2012                |                |                |                |              |              |              |           |           |           | 0           |
| 2013                | 2              |                |                |              |              |              |           |           |           | 2           |
| 2014                | 1              |                |                |              |              |              |           |           |           | 1           |
| 2015                |                | 1              | 2              | 1            | 1            | 1            |           |           |           | 6           |
| 2016                | 2              | 1              |                |              |              | 1            |           | 1         |           | 5           |
| 2017                | 2              |                |                |              | 1            | 2            |           |           |           | 5           |
| 2018                | 1              | 1              |                |              |              |              |           |           |           | 2           |
| 2019                | 4              |                | 1              | 3            |              | 2            |           |           |           | 10          |
| 2020                | 2              | 2              |                |              | 1            |              |           |           |           | 5           |
| 2021                | 1              |                | 1              |              |              |              |           |           |           | 2           |
| 2022                | 2              |                | 1              |              |              |              |           |           |           | 3           |
| 2023                |                |                |                |              | 1            |              |           |           |           | 1           |
| 2024                | 1              |                | 2              |              |              | 1            |           |           |           | 4           |
| 2025                | 1              |                |                | 1            |              | 1            |           |           |           | 3           |
| Totale              | 19             | 6              | 7              | 5            | 4            | 8            | 0         | 1         | 0         | 50          |
| Totale              | 32             | 32             | 32             | 17           | 17           | 17           | 1         | 1         | 1         | 50          |